# Гра слів (Зона сутінків)
Гра слів (англ. Wordplay) — перший сегмент 2-го епізоду 1-го сезону телевізійного серіалу «Зона сутінків».

## Сюжет
Одного ранку працівник медичної фірми Білл Лаурі, переглядаючи каталог під час гоління, бачить абсолютно незрозумілі йому слова. Спочатку він вирішує, що це просто нові найменування товарів, та після сніданку й ранкової кави вирушає на роботу. Однак під час телефонної розмови в офісі він помічає, що його співрозмовник вжив незвичне слово. Подібна ситуація повторюється й тоді, коли він розмовляє зі своїми колегами. Трохи дезорієнтований, він повертається додому та чує, що його дружина також почала вживати звичайні слова, що є в англійській мові, в зовсім іншому значенні — ланч вона називає «пасовищем», так само як один з його колег перед цим, що ще більше дезорієнтувало та приголомшило Білла. Прийшовши наступного разу на роботу, він помічає, що поодинокі випадки незвичного вживання та перекручування слів набули масового характеру — таким чином англійська трансформувалася в нову, зовсім іншу мову. Білл майже перестає розуміти свою дружину та колег, а вони — його, оскільки він, на відміну від них, продовжує вживати слова у звичайному їхньому значенні.
Тимчасом хворому синові Білла стає все гірше. Після повернення з роботи Білла дружина просить його «спуститися нагору» до сина. Все ще шокований перекрученою мовою, що лунає від неї та звідусіль, він швидко заходить до кімнати хлопчика, після чого разом з ним та дружиною вирушає до лікарні. Приїхавши до медичного закладу, він благає лікарку допомогти, але марно — вона так само вже не розуміє звичайної англійської мови. Тоді у справу втручається дружина Білла, після чого лікарі починають огляд хлопчика. Після огляду до батьків хлопчика підходить лікар та каже, що все гаразд. Наприкінці епізоду Білл, повечерявши з дружиною, пізно ввечері сідає на порожній диван та починає проглядати дитячу книжку свого сина, яка написана тією самою новою перекрученою мовою.

## Заключна оповідь
Йому вже було не важливо, чому світ так раптово змінився. Адже в його найкращі часи ми не все розуміємо в житті. І нехай Білл не схожий на інших — адже він один з нас людина, яка хоче залишитися людиною в світі, яким він був, в світі, яким він є, та в світі, яким він буде, — в зоні сутінків.
Оригінальний текст (англ.)
A question trembles in the silence: Why did this remarkable thing happen to this perfectly ordinary man? It may not matter why the world shifted so drastically for him. Existence is slippery at the best of times. What does matter is that Bill Lowery isn't ordinary. He's one of us. A man determined to prevail in the world that was, and the world that is, or the world that will be… in the Twilight Zone.

## Цікавий факт
Епізод не має оповіді на початку.

## Реліз
Прем'єрний показ епізоду відбувся у Великій Британії 4 жовтня 1985.

## Ролі виконують
- Роберт Кляйн — Білл Лаурі
- Енні Поттс — Кеті Лаурі
- Адам Рейбер — Донні Лаурі
- Роберт Дауні-старший — містер Міллер
- Бернард Беренс — старший продавець
- Енн Бетанкур — медсестра
- Віллард Е. Паґ — чоловік у ліфті
- Хелен Удай — жінка
- Мімі Крейвен — жінка на ресепшені
- Брайніа МакҐрейді — секретарка
- Александра Морган — перша медсестра
- Лі Арноун — друга медсестра
- Рей Бірк — чоловік з бородою
- Джозеф Віпп — Даґ Сівер
- Двайер Браун — Роббі